# Raffaele Piria
Raffaele Piria (né en 1814 à Scilla, dans la province de Reggio de Calabre, mort en juillet 1865 à Turin) est un scientifique, un chimiste italien, qui fut aussi un patriote de l'Unité italienne et une personnalité politique du royaume d'Italie naissant.

## Biographie
Élevé à Palmi et diplômé de médecine, Raffaele Piria étudie la chimie avec Jean-Baptiste Dumas à Paris en 1840 où il entreprend d'importantes recherches sur la saliciline. On lui doit de nombreux produits dérivés de cette substance et la Réaction de Piria.
À partir de 1842 il enseigne la chimie à l'université de Pise. Parmi ses élèves se trouvent Stanislao Cannizzaro et Cesare Bertagnini. Il fonde avec Carlo Matteucci la revue Il Cimento (1844) et ensuite Il Nuovo Cimento (1855).
En 1848 il est enrôlé dans le « bataillon universitaire pisan » et prend part à la première guerre d'indépendance italienne comme commandant pendant la  Battaglia di Curtatone e Montanara.
En  1856, il est nommé par le ministre Lanza pour enseigner la chimie générale à l'université de Turin.
Il s'intéresse à la politique et en 1862 devient sénateur du royaume.
La commune de Scilla lui a rendu hommage en apposant une plaque commémorative le 2 juin 1895 sur sa maison natale. 

## Sources
- (it) Cet article est partiellement ou en totalité issu de l’article de Wikipédia en italien intitulé « Raffaele Piria » (voir la liste des auteurs).

1. 1 2  Louis Figuier, L'année scientifique et industrielle, Paris, Librairie de L. Hachette & Cie, 1866, p. 498 nécrologie scientifique de Piria